# Rózsásbegyű szakállaspapagáj
A rózsásbegyű szakállaspapagáj (Psittacula alexandri) a madarak osztályának a papagájalakúak (Psittaciformes) rendjébe, ezen belül a szakállaspapagáj-félék (Psittaculidae) családjába és a szakállaspapagáj-formák (Psittaculinae) alcsaládjába tartozó faj.
Korábbi magyar nevei: szakállas papagáj vagy rózsásbegyű papagáj.

## Előfordulása
Banglades, Bhután, Kambodzsa, Kína, India, Indonézia, Laosz, Malajzia, Mianmar, Nepál, Thaiföld és Vietnám területén honos. Szingapúrba betelepítették. Vándorlásai során Hongkongban is előfordul.

## Alfajai
- Psittacula alexandri abbotti (Oberholser) 1919
- Psittacula alexandri alexandri (Linnaeus) 1758
- Psittacula alexandri cala (Oberholser) 1912
- Psittacula alexandri dammermani (Chasen & Kloss) 1932
- Psittacula alexandri fasciata (Statius Muller) 1776
- Psittacula alexandri kangeanensis (Hoogerwerf) 1962
- Psittacula alexandri major (Richmond) 1902
- Psittacula alexandri perionca (Oberholser) 1912

## Megjelenése
Tollazata nagy részben zöld, melle rózsaszín.

## Külső hivatkozás
- Képek az interneten a fajról
- Internet Bird Collection - videók a fajról
- Xeno-canto.org - a faj hangja

## Galéria

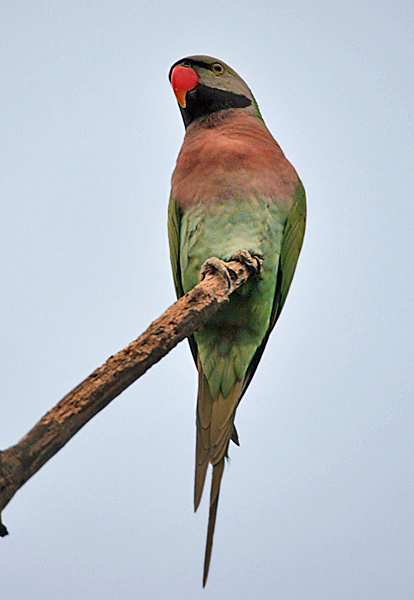
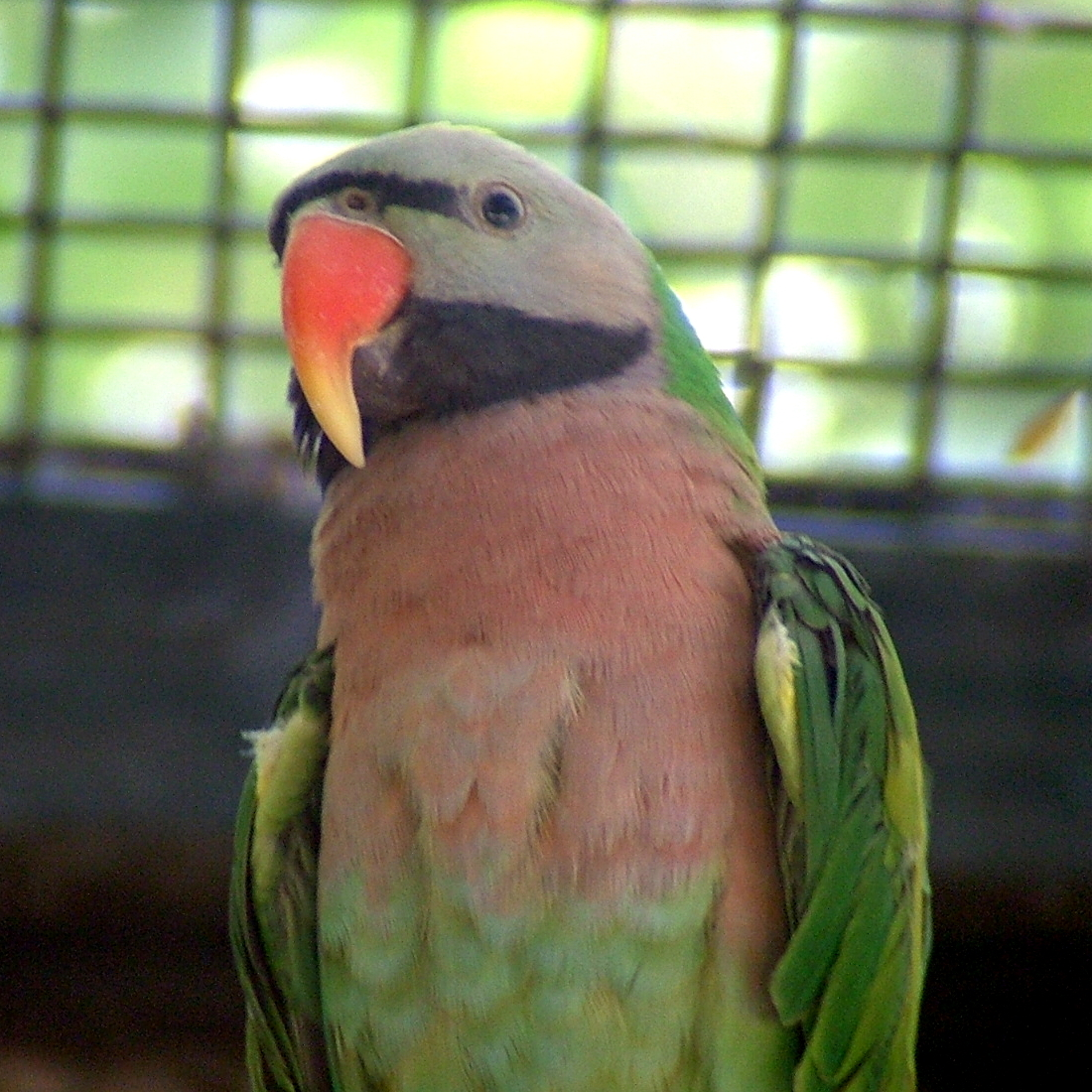
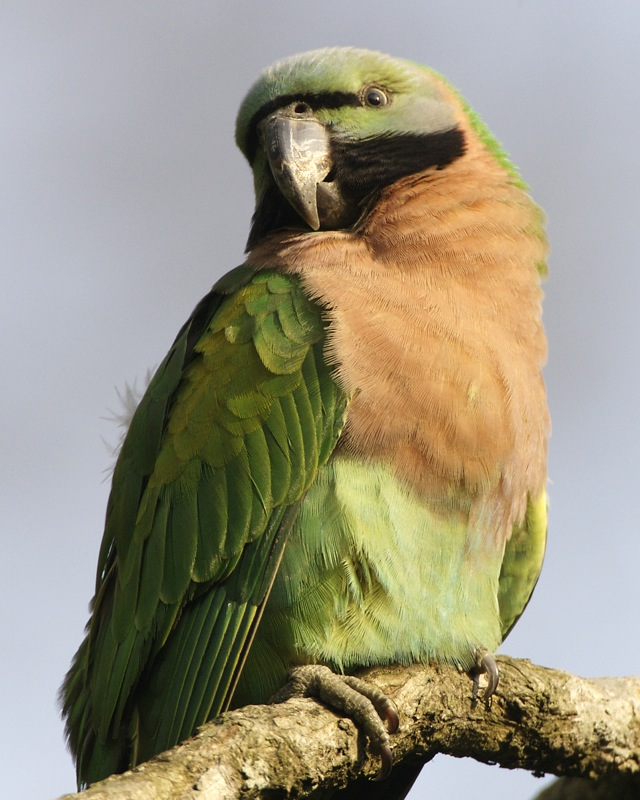
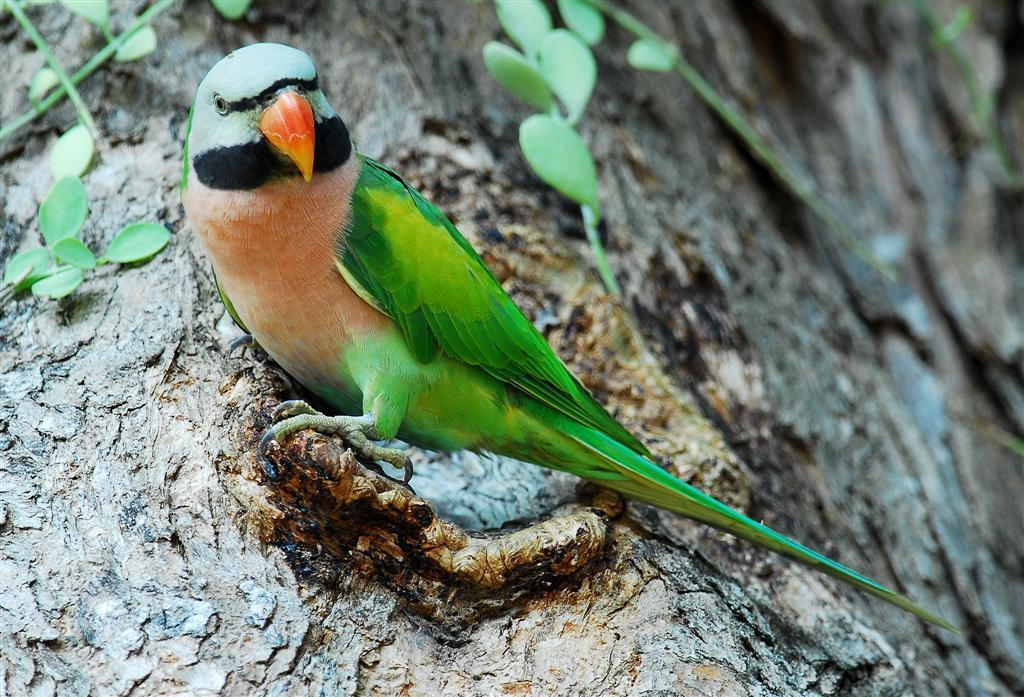
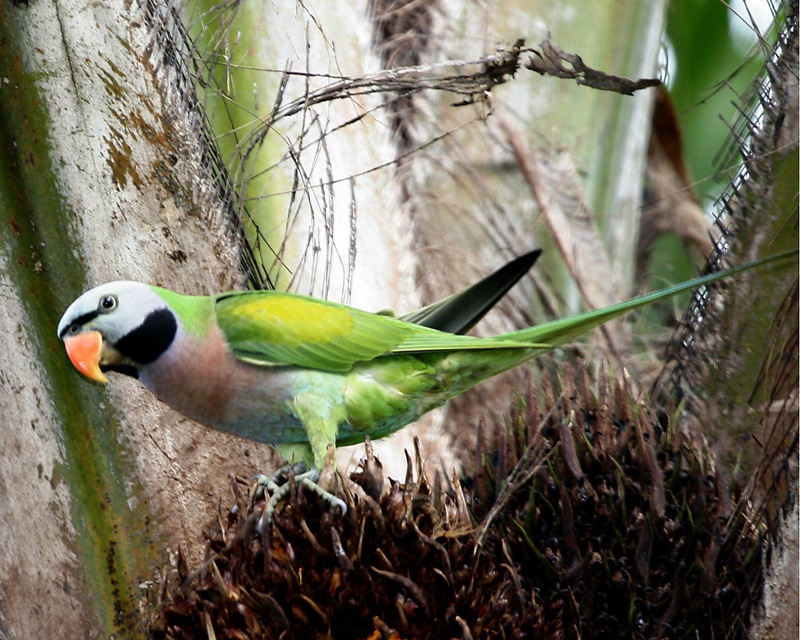
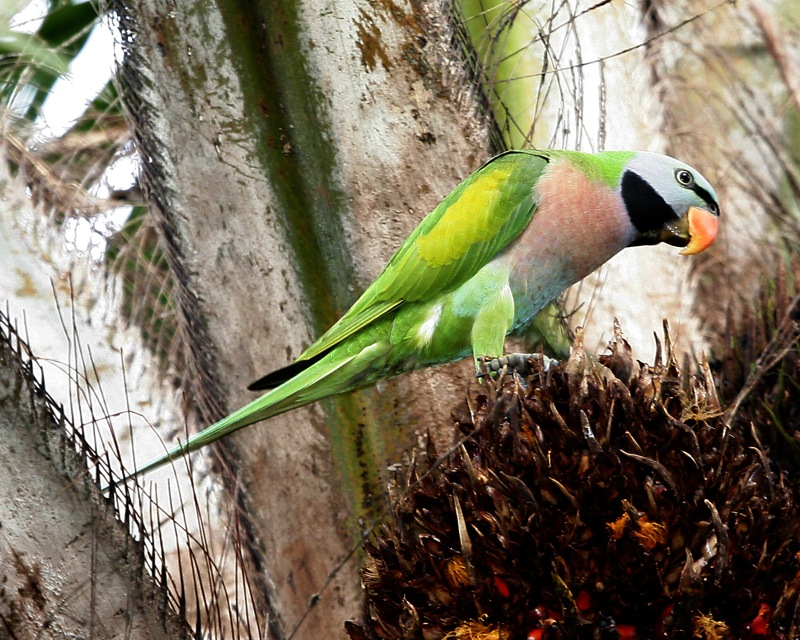
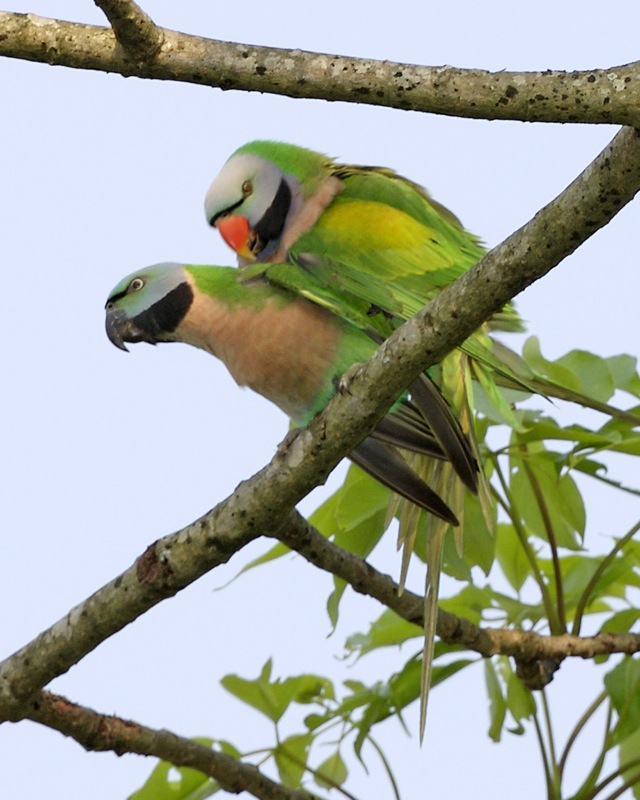
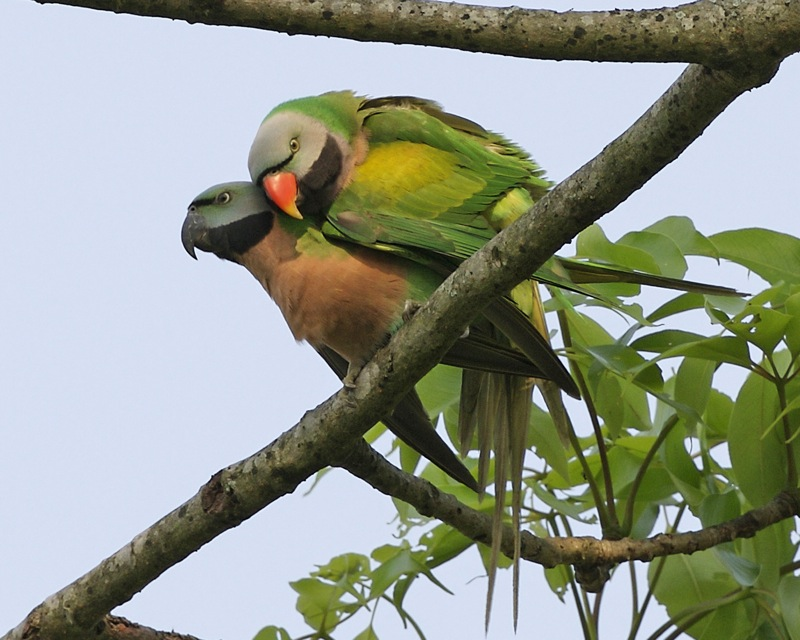